# Abraham van Diepenbeeck
Abraham van Diepenbeeck o Abraham van Diepenbeck ('s-Hertogenbosch, batejat el 9 de maig de 1596 - Anvers, 31 de desembre de 1675) és un pintor i il·lustrador flamenc.

## Biografia
De jove Abraham van Diepenbeeck va aprendre la tècnica de la vidriera amb el seu pare, Jan Roelofszone van Diepenbeeck. Va seguir estudis clàssics i s'instal·la a Anvers entre 1621 i 1623. Va realitzar algunes vidrieres sobretot per a la catedral Sant-Jacques (les œuvres del miséricorde) i l'església dels dominicans (Vida de sant-Paul). Esdevé l'alumne de Rubens el 1623. Entre 1626 i 1627 participa en l'execució dels cartrons de la sèrie de tapisseries La glorification de la Eucharistie, comanda de la infanta Isabel al taller de Rubens.
El 1636 Van Diepenbeek adquireix la citoyenneté de Anvers. Seria admès al Gremi de Sant Lluc el 1638 i esdevingué director de l'acadèmia l'any 1641.
Després d'un viatge a Itàlia, va començar a realitzar il·lustracions. Entre aquestes es troben 59 dibuixos gravats per Cornelis Bloemaert per a il·lustrar els Tableaux du Temple des Muses de l'Abbé de Marolles. Es ret també a Anglaterra durant el regnat de Charles Ier d'Anglaterra, on realitza retrats del Duc de Newcastle i de la seva família; il·lustraria un tractat d'equitació.

## Obres
- Extase de sant Bonaventure, al Museu reial de les belles arts, a Anvers.
- Sants dominicans al peu del Crist en creu, al Museu del Louvre, a París.
- Clélie transeünt el Tibre, al Museu del Louvre, a París.
- Els quatre Metges de l'església, al Museu de les belles arts, a Bordeus.
- El enlèvement de Ganymède, al Museu de les belles arts, a Bordeus.
- Santa família, al Museu de Belles Arts de Lió.
- La mort de Achille, al Museu Magnin, a Dijon.
- La flagellation del Crist, al Museu episcopal, a Haarlem.